# Slovak Open 2024
Die Slovak Open 2024 im Badminton fanden vom 17. bis zum 20. April 2024 in Bratislava statt.

## Sieger und Platzierte
| Disziplin    | Gold                               | Silber                            | Bronze                                |
| ------------ | ---------------------------------- | --------------------------------- | ------------------------------------- |
| Herreneinzel | Ethan Rose                         | Karan Rajan Rajarajan             | Dominik Kwinta                        |
| Herreneinzel | Ethan Rose                         | Karan Rajan Rajarajan             | Mikolaj Szymanowski                   |
| Dameneinzel  | Purva Barve                        | Ágnes Kőrösi                      | Leona Lee                             |
| Dameneinzel  | Purva Barve                        | Ágnes Kőrösi                      | Edith Urell                           |
| Herrendoppel | Jakub Melaniuk Wiktor Trecki       | Andraž Krapež Yann Orteu          | Danila Gataullin Jonas Østhassel      |
| Herrendoppel | Jakub Melaniuk Wiktor Trecki       | Andraž Krapež Yann Orteu          | Viacheslav Yakovlev Nikita Yeromenko  |
| Damendoppel  | Serena Au Yeong Katharina Hochmeir | Dominika Kwasnik Karolina Szubert | Anna Hagspiel Lena Rumpold            |
| Damendoppel  | Serena Au Yeong Katharina Hochmeir | Dominika Kwasnik Karolina Szubert | Anja Jordan Kim Matovič               |
| Mixed        | Jakub Melaniuk Julia Pławecka      | Viacheslav Yakovlev Polina Tkach  | Vicente Miguel Gazquez Amaia Torralba |
| Mixed        | Jakub Melaniuk Julia Pławecka      | Viacheslav Yakovlev Polina Tkach  | Mihajlo Tomić Anđela Vitman           |